# Beg to Differ
| Оценки критиков | Оценки критиков |
| Источник        | Оценка          |
| --------------- | --------------- |
| AllMusic        | [ 2 ]           |
| Rolling Stone   | [ 3 ]           |

Beg to Differ — второй студийный альбом американской метал-группы Prong, выпущенный в 1990 году через Epic Records. Альбом содержит один трек с живого выступления («Third From The Sun», кавер на группу Chrome) записанный на CBGB’s, в Нью-Йорке, в 1989. Пушэд сделал обложку для альбома. Часть песни «Lost and Found», использовалась для перерыва передачи на MTV Headbanger's Ball в ранних 90х. Работа является одной из первых пластинок в жанре грув-метал.

## Список композиций
| №                   | Название                       | Музыка                      | Длительность |
| ------------------- | ------------------------------ | --------------------------- | ------------ |
| 1.                  | «For Dear Life»                | Томми Виктор                | 3:26         |
| 2.                  | «Steady Decline»               | Майк Киркланд, Томми Виктор | 4:13         |
| 3.                  | «Beg to Differ»                | Тед Парсонс, Томми Виктор   | 4:15         |
| 4.                  | «Lost and Found»               | Томми Виктор                | 4:05         |
| 5.                  | «Your Fear»                    | Киркланд, Парсонс, Виктор   | 4:51         |
| 6.                  | «Take It in Hand»              | Томми Виктор                | 3:43         |
| 7.                  | «Intermenstrual, D.S.B.»       | Тед Парсонс, Томми Виктор   | 3:12         |
| 8.                  | «Right to Nothing»             | Томми Виктор                | 2:57         |
| 9.                  | «Prime Cut»                    | Тед Парсонс, Томми Виктор   | 3:49         |
| 10.                 | «Just the Same»                | Виктор, Киркланд, Парсонс   | 4:41         |
| 11.                 | «Third from the Sun» (в живую) |                             | 5:56         |
| Общая длительность: | Общая длительность:            | Общая длительность:         | 40:58        |

## Участники записи
- Томми Виктор — вокал, гитара
- Майк Киркланд — бас-гитара
- Тед Парсонс — барабаны

## Производство
- Продюсер — Prong (Киркланд, Парсонс, Виктор), Марк Додсон
- Сопродюсер: Боб Фейнейгл
- Инженер: Марк Додсон, Стив МакАллистер
- Соинженер: Джейми Локи
- Микширование: Марк Додсон
- Мастеринг: Грег Калби, Роджер Ломас